# Aulo Lárcio Macedo
Aulo Lárcio Macedo (em latim: Aulus Larcius Macedo) foi um senador romano nomeado cônsul sufecto para o nundínio de maio a agosto de 124 com Públio Ducênio Verres.

## Origem
Apesar de compartilhar do nome de uma antiga família patrícia, a origem de Macedo foi bem mais humilde. Seu avô, Aulo Lárcio Lido, era um liberto. Dião Cássio menciona um Lárcio Lido que ofereceu a Nero um milhão de sestércios para que ele tocasse sua lira para ele. Se os dois forem a mesma pessoa, é possível que seu avô tenha amealhado uma grande fortuna e teria usado parte dela para comprar sua própria liberdade na época de Nero. É possível ainda que seu avô tenha sido um ancestral de Aulo Lárcio Prisco, cônsul em 110. Segundo Werner Eck, não há dúvidas de que o senador homônimo Aulo Márcio Macedo, que foi pretor, é pai de Macedo. Seu pai é conhecido como o senhor de escravos cuja crueldade os levou a o matarem durante o banho.

## Carreira
Pouco se sabe sobre a carreira política de Macedo. O único cargo conhecido além do consulado foi o de governador da Galácia entre 119 e 123, notável pela quantidade de evidências sobre obras de manutenção das estradas da região: pelo menos 19 miliários com o nome de Macedo foram recuperados.